# Pornic
Pornic is een gemeente in het Franse departement Loire-Atlantique (regio Pays de la Loire). De plaats maakt deel uit van het arrondissement Saint-Nazaire. Pornic telde op 1 januari 2022 18.382 inwoners.

## Geschiedenis
Op 1 junu 1973 gingen de gemeenten Le Clion-sur-Mer en Sainte-Marie-sur-Mer in een fusion-association. Dit hield in dat de plaatsen als commune associée nog enige mate van zelfstandigheid behielden. In 1987 werd deze status van Le Clion-sur-Mer opgeheven en op 30 juni 2007 uiteindelijk ook die van Sainte-Marie-sur-Mer.

Oude wapen van Pornic
Wapen van Le clion-sur-mer
Wapen van Sainte-Marie-sur-Mer
Huidig wapen van Pornic

## Geografie
De oppervlakte van Pornic bedroeg op 1 januari 2022 94,18 vierkante kilometer; de bevolkingsdichtheid was toen 195,2 inwoners per km².

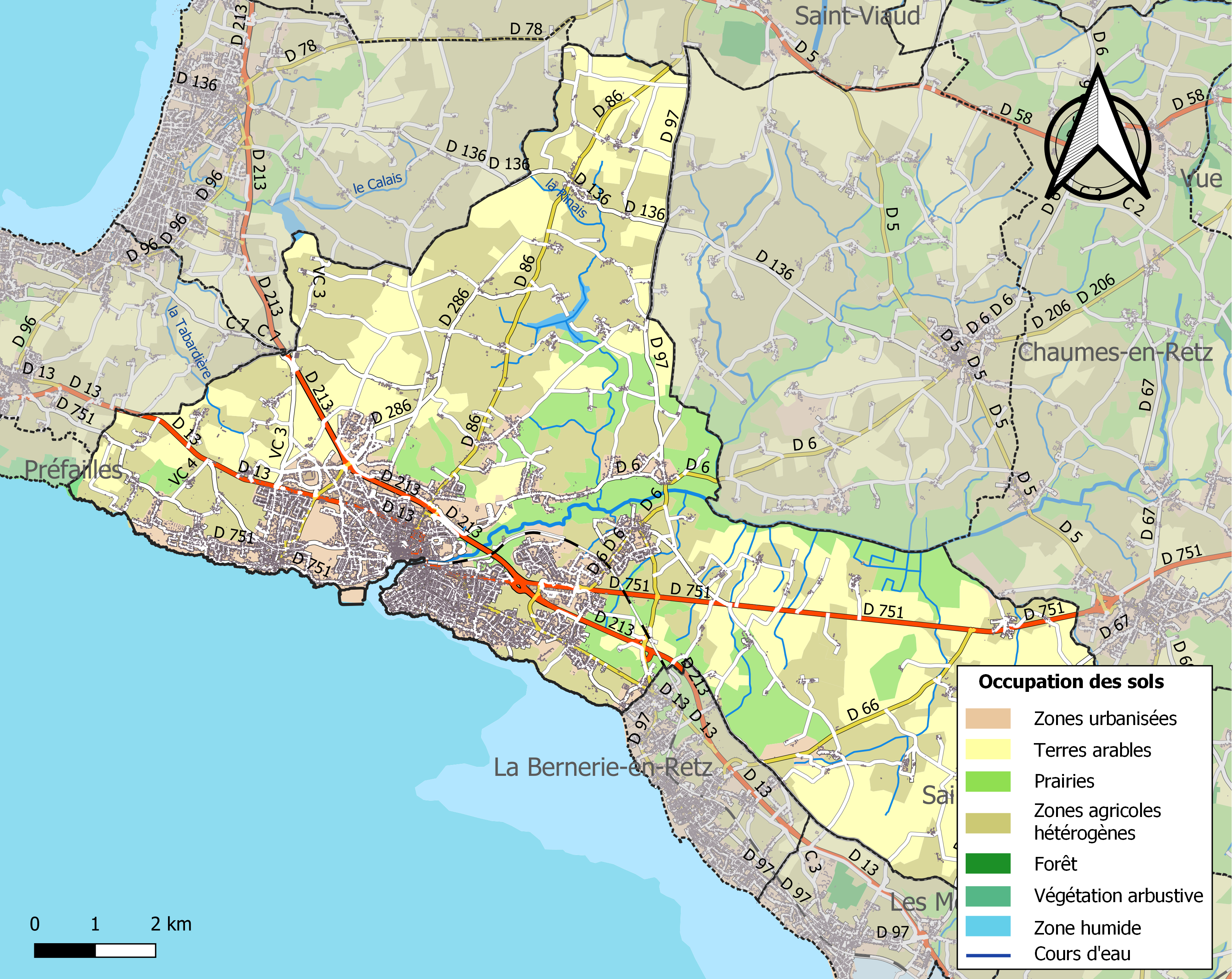
Kaart van de gemeente met de belangrijkste infrastructuur, bodemgebruik en omliggende gemeenten

## Verkeer en vervoer
In de gemeente ligt spoorwegstation Pornic.

## Demografie
Onderstaande figuur toont het verloop van het inwonertal.